# Millena França dos Santos
Millena França dos Santos (Aparecida de Goiânia, 9 de abril de 1996) é uma mesa-tenista paralímpica brasileira.

## Biografia e carreira
Santos é natural de Aparecida de Goiânia, Goiás. Ela teve má-formação congênita no fêmur que gerou um encurtamento da perna esquerda. Iniciou no esporte paralímpico em 2009, praticando tênis em cadeira de rodas. Em 2014, migrou para o tênis de mesa. Ela é graduada em educação física pela Universidade Estadual de Goiás e em psicologia pela Universidade Estácio de Sá. Trabalhou como estagiária na Assembleia Legislativa de Goiás na seção de Serviços Médicos.
Representou o Brasil nos Jogos Paralímpicos de Tóquio 2020.